# Cime Gardoria
La cime Gardoria (en italien cima Gardiola) est une montagne de 3 137 ou 3 138 mètres d'altitude dans les Alpes à la frontière entre la France et l'Italie.

## Géographie

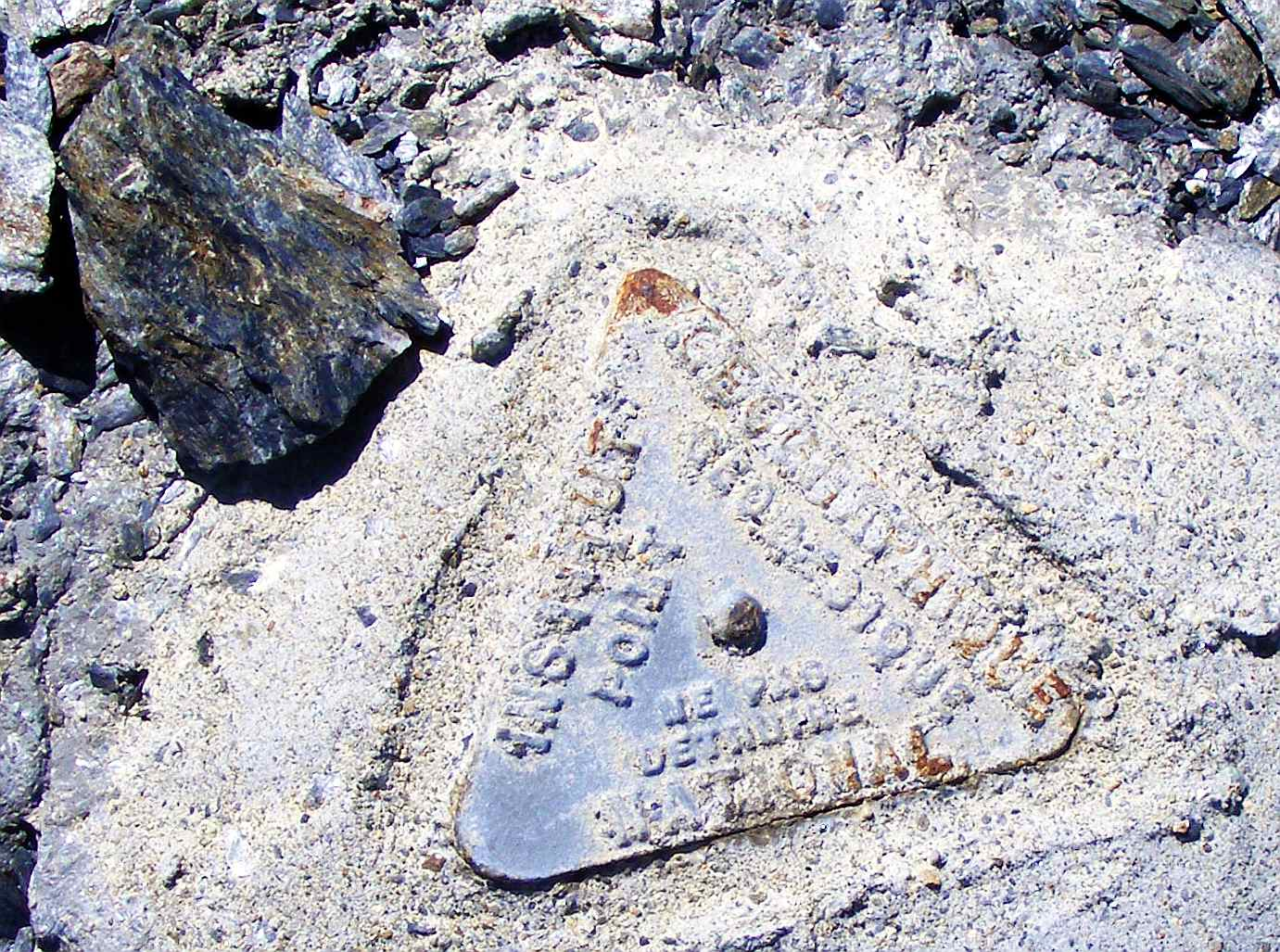
Le repère géodésique IGN du sommet.

Elle forme avec l'aiguille de Scolette (3 506 m), la cime du Grand Vallon (3 129 m) et la pointe de Paumont (3 171 m) le chaînon de Scolette, à l'ouest du massif du Mont-Cenis, entre le val de Suse en Italie et la Haute-Maurienne en France. Administrativement la montagne est partagée entre les communes d'Avrieux (France) et de Bardonnèche (Italie). Sur le sommet se situe un point géodésique de l'IGN.

## Ascension
On peut l'atteindre par le col de Pelouse (reliant Avrieux et Bardonnèche) et l'arête nord-est.